# قمة موسكو (1988)
قمة موسكو عام 1988 (الإنجليزية: Moscow Summit) كانت اجتماع قمة بين الرئيس الأمريكي رونالد ريغان والأمين العام للحزب الشيوعي للاتحاد السوفييتي ميخائيل غورباتشوف. انعقدت في الفترة من 29 مايو 1988 إلى 3 يونيو 1988 في قصر الكرملين. قام ريغان وغورباتشوف بإبرام معاهدة القوى النووية متوسطة المدى (INF) (الإنجليزية: Intermediate-Range Nuclear Forces Treaty) بعد تصديق مجلس الشيوخ الأمريكي على المعاهدة في مايو 1988. واصل ريغان وغورباتشوف مناقشة القضايا الثنائية مثل أميركا الوسطى وجنوب أفريقيا والشرق الأوسط والانسحاب المرتقب للقوات السوفيتية من أفغانستان.
تحدث ريغان وغورباتشوف حول حقوق الإنسان. ووقع الطرفان على سبع اتفاقيات بشأن قضايا أقل أهمية مثل تبادل الطلاب وحقوق الصيد. وكانت إحدى النتائج المهمة هي تحديث كتب التاريخ السوفييتية، الأمر الذي استلزم إلغاء بعض فصول التاريخ في المدارس الثانوية السوفييتية. وفي النهاية، أعرب ريغان عن رضاه عن القمة.

## البيان المشترك

الرئيس رونالد ريجان يلقي خطابًا في جامعة موسكو الحكومية في الاتحاد السوفيتي، 1988

وفي النهاية أصدر ريغان وغورباتشوف بيان مشترك، فيما يلي مقتطفات منه:
ويرى الرئيس والأمين العام أن قمة موسكو تشكل خطوة مهمة في عملية وضع العلاقات بين الولايات المتحدة والاتحاد السوفييتي على أساس أكثر إنتاجية واستدامة.

ومن الأمثلة الساخرة على القمة عندما أعطى ريغان غورباتشوف نسخة من فيلم الإقناع الودي، الذي تم إدراج كاتب السيناريو مايكل ويلسون في القائمة السوداء في الخمسينيات بسبب الاشتباه في تعاطفه مع الشيوعية.